# Matt Reid
Matt Reid (* 17. Juli 1990 in Sydney, New South Wales) ist ein australischer Tennisspieler.

## Karriere
Sein Debüt auf der ATP World Tour gab Reid im Herrendoppel der Australian Open 2009 an der Seite von Dane Propoggia. Sie verloren ihr Auftaktspiel gegen Igor Kunizyn und Zhang Ze in zwei Sätzen mit 4:6 und 4:6. Seinen ersten Sieg auf diesem Level feierte er erst vier Jahre später, ebenfalls bei den Australian Open, wo er an der Seite von Sam Groth in der ersten Runde das Duo James Duckworth und Chris Guccione besiegen konnte. In der Weltrangliste rückte er damit um 183 Plätze auf Position 327 vor, was bis dahin seine beste Platzierung in der Doppelwertung war. Nach seinem ersten Titel auf der ATP Challenger Tour rückte er wieder um über 70 Plätze vor. Er gewann zusammen mit seinem Doppelpartner Groth beim Turnier im australischen Adelaide. Zwei Monate später, am 6. April 2013 folgte bereits sein zweiter Titel auf der Challenger Tour. Mit seinem neuen Partner Chris Guccione an der Seite, siegte er im mexikanischen León gegen das indische Doppel Purav Raja und Divij Sharan. Im Oktober desselben Jahres folgte der Titelgewinn in Sacramento mit John-Patrick Smith. Mit Smith gewann er zu Beginn der Saison 2014 auch sogleich die Doppelkonkurrenz in Burnie. Gleichzeitig war er auch im Einzel erfolgreich. Er besiegte im Finale Hiroki Moriya in zwei Sätzen und sicherte sich so seinen einzigen Einzeltitel auf der Challenger Tour. Ende des Jahres gewann er in Yokohama den Doppelwettbewerb an der Seite von Bradley Klahn. 2015 verteidigte er mit Caren Ball den Titel in Burnie und gewann außerdem mit Brydan Klein das Doppelturnier in Toyota.
In der Saison 2016 gelangen Reid auf der Challenger Tour insgesamt sechs Turniersiege im Doppel. Mit John-Patrick Smith gewann er die Titel in Seoul, Binghamton, Tiburon, Traralgon und Toyota. Außerdem war er mit Brian Baker in Las Vegas erfolgreich. 2017 gelang ihm zwar lediglich im Februar in San Francisco mit John-Patrick Smith ein Turniersieg auf der Challenger Tour, dafür zog er im Juli in Newport mit Smith erstmals in ein Finale auf der World Tour ein. In diesem unterlagen sie Aisam-ul-Haq Qureshi und Rajeev Ram mit 4:6, 6:4 und 7:10. Nachdem Reid zum ersten Mal im Hauptfeld der French Open gestanden und sowohl in Wimbledon als auch bei den US Open die zweite Runde erreicht hatte, rückte er in der Weltrangliste auf seine Karrierebestmarke von Platz 60 vor. In der darauffolgenden Saison sicherte sich Reid auf der Challenger Tour Titelgewinne in Aptos (mit Thanasi Kokkinakis), Cassis (mit Serhij Stachowskyj) und Champaign (mit John-Patrick Smith). 2019 gewann er mit Smith die Doppelkonkurrenz von Puerto Vallarta.

## Erfolge
| Legende (Anzahl der Siege)  |
| Grand Slam                  |
| ATP World Tour Finals       |
| ATP World Tour Masters 1000 |
| ATP World Tour 500          |
| ATP World Tour 250          |
| ATP Challenger Tour (23)    |

### Einzel

#### Turniersiege
| Nr. | Datum           | Turnier | Belag     | Finalgegner   | Ergebnis |
| --- | --------------- | ------- | --------- | ------------- | -------- |
| 1.  | 1. Februar 2014 | Burnie  | Hartplatz | Hiroki Moriya | 6:3, 6:2 |

### Doppel

#### Turniersiege
| Nr. | Datum             | Turnier         | Belag         | Partner            | Finalgegner                               | Ergebnis           |
| --- | ----------------- | --------------- | ------------- | ------------------ | ----------------------------------------- | ------------------ |
| 1.  | 10. Februar 2013  | Adelaide        | Hartplatz     | Sam Groth          | James Duckworth Greg Jones                | 6:2, 6:4           |
| 2.  | 6. April 2013     | León            | Hartplatz     | Chris Guccione     | Purav Raja Divij Sharan                   | 6:3, 7:5           |
| 3.  | 6. Oktober 2013   | Sacramento      | Hartplatz     | John-Patrick Smith | Jarmere Jenkins Donald Young              | 7:61, 4:6, [14:12] |
| 4.  | 1. Februar 2014   | Burnie (1)      | Hartplatz     | John-Patrick Smith | Toshihide Matsui Danai Udomchoke          | 6:4, 6:2           |
| 5.  | 15. November 2014 | Yokohama        | Hartplatz     | Bradley Klahn      | Marcus Daniell Artem Sitak                | 4:6, 6:4, [10:7]   |
| 6.  | 8. Februar 2015   | Burnie (2)      | Hartplatz     | Carsten Ball       | Radu Albot Matthew Ebden                  | 7:5, 6:4           |
| 7.  | 28. November 2015 | Toyota (1)      | Teppich (i)   | Brydan Klein       | Riccardo Ghedin Yi Chu-huan               | 6:2, 7:63          |
| 8.  | 28. Mai 2016      | Seoul           | Hartplatz     | John-Patrick Smith | Gong Maoxin Yi Chu-huan                   | 6:3, 7:5           |
| 9.  | 24. Juli 2016     | Binghamton      | Hartplatz     | John-Patrick Smith | Liam Broady Guilherme Clezar              | 6:4, 6:2           |
| 10. | 1. Oktober 2016   | Tiburon         | Hartplatz     | John-Patrick Smith | Quentin Halys Dennis Novikov              | 6:1, 6:2           |
| 11. | 23. Oktober 2016  | Las Vegas       | Hartplatz     | Brian Baker        | Björn Fratangelo Denis Kudla              | 6:1, 7:5           |
| 12. | 29. Oktober 2016  | Traralgon       | Hartplatz     | John-Patrick Smith | Matthew Barton Matthew Ebden              | 6:4, 6:4           |
| 13. | 20. November 2016 | Toyota (2)      | Teppich (i)   | John-Patrick Smith | Jeevan Nedunchezhiyan Christopher Rungkat | 6:3, 6:4           |
| 14. | 12. Februar 2017  | San Francisco   | Hartplatz (i) | John-Patrick Smith | Gong Maoxin Zhang Ze                      | 6:74, 7:5, [10:7]  |
| 15. | 12. August 2018   | Aptos           | Hartplatz     | Thanasi Kokkinakis | Jonny O’Mara Joe Salisbury                | 6:2, 4:6, [10:8]   |
| 16. | 8. September 2018 | Cassis          | Hartplatz     | Serhij Stachowskyj | Marc-Andrea Hüsler Gonçalo Oliveira       | 6:2, 6:3           |
| 17. | 17. November 2018 | Champaign       | Hartplatz (i) | John-Patrick Smith | Hans Hach Verdugo Luis David Martínez     | 6:4, 4:6, [10:8]   |
| 18. | 5. Mai 2019       | Puerto Vallarta | Sand          | John-Patrick Smith | Gonzalo Escobar Luis David Martínez       | 7:610, 6:3         |
| 19. | 20. März 2021     | Biella          | Hartplatz (i) | Lloyd Glasspool    | Denys Moltschanow Serhij Stachowskyj      | 6:3, 6:4           |
| 20. | 3. April 2021     | Marbella        | Sand          | Dominic Inglot     | Romain Arneodo Hugo Nys                   | 1:6, 6:3, [10:6]   |
| 21. | 12. Juni 2021     | Nottingham      | Rasen         | Ken Skupski        | Matthew Ebden John-Patrick Smith          | 4:6, 7:5, [10:6]   |
| 22. | 19. Juni 2021     | Nottingham      | Rasen         | Marc Polmans       | Benjamin Bonzi Antoine Hoang              | 6:4, 4:6, [10:8]   |

#### Finalteilnahmen
| Nr. | Datum         | Turnier | Belag | Partner            | Finalgegner                     | Ergebnis         |
| --- | ------------- | ------- | ----- | ------------------ | ------------------------------- | ---------------- |
| 1.  | 22. Juli 2017 | Newport | Rasen | John-Patrick Smith | Aisam-ul-Haq Qureshi Rajeev Ram | 4:6, 6:4, [7:10] |